# Rolled Stockings
Rolled Stockings è un film del 1927 diretto da Richard Rosson. Uno dei film muti interpretati da Louise Brooks che è andato perduto.

## Trama
Due fratelli, Jim e Ralph Treadway, studenti universitari, sono ambedue innamorati della bella Carol Fleming. Jim, il maggiore, trascura gli studi per divertirsi andando alle feste e gozzovigliando con i compagni, mentre Ralph è uno studente e uno sportivo modello. Alla vigilia di un importante appuntamento sportivo, Ralph esce di sera con una vamp. Quando la scappatella viene scoperta, Jim dichiara di essere stato lui a uscire con la ragazza, per salvare il fratello dall'espulsione dalla squadra. Ralph vince l'incontro e confessa pubblicamente la sua mancanza, chiarendo la posizione del fratello. Carol, allora, decide che l'uomo che fa per lei è proprio Jim.

## Produzione
Il film fu prodotto dalla  Paramount Famous Lasky Corporation. Fu girato dal 4 aprile fino al 5 maggio 1927.

## Distribuzione
Distribuito dalla Paramount Pictures, uscì nelle sale statunitensi il 18 giugno 1927. Il film è considerato perduto.

### Date di uscita
- USA	18 giugno 1927
- UK	5 marzo 1928
- Portogallo	30 gennaio 1929

Alias
- Frères ennemis	Francia
- Tesouros da Juventude	Portogallo